# Мена, Эухенио
Эухе́нио Эсте́бан Ме́на Реве́ко (исп. Eugenio Esteban Mena Reveco; 18 июля 1988, Винья-дель-Мар, Чили) — чилийский футболист, защитник клуба «Расинг» (Авельянеда) и сборной Чили. Участник чемпионата мира 2014 года.

## Клубная карьера

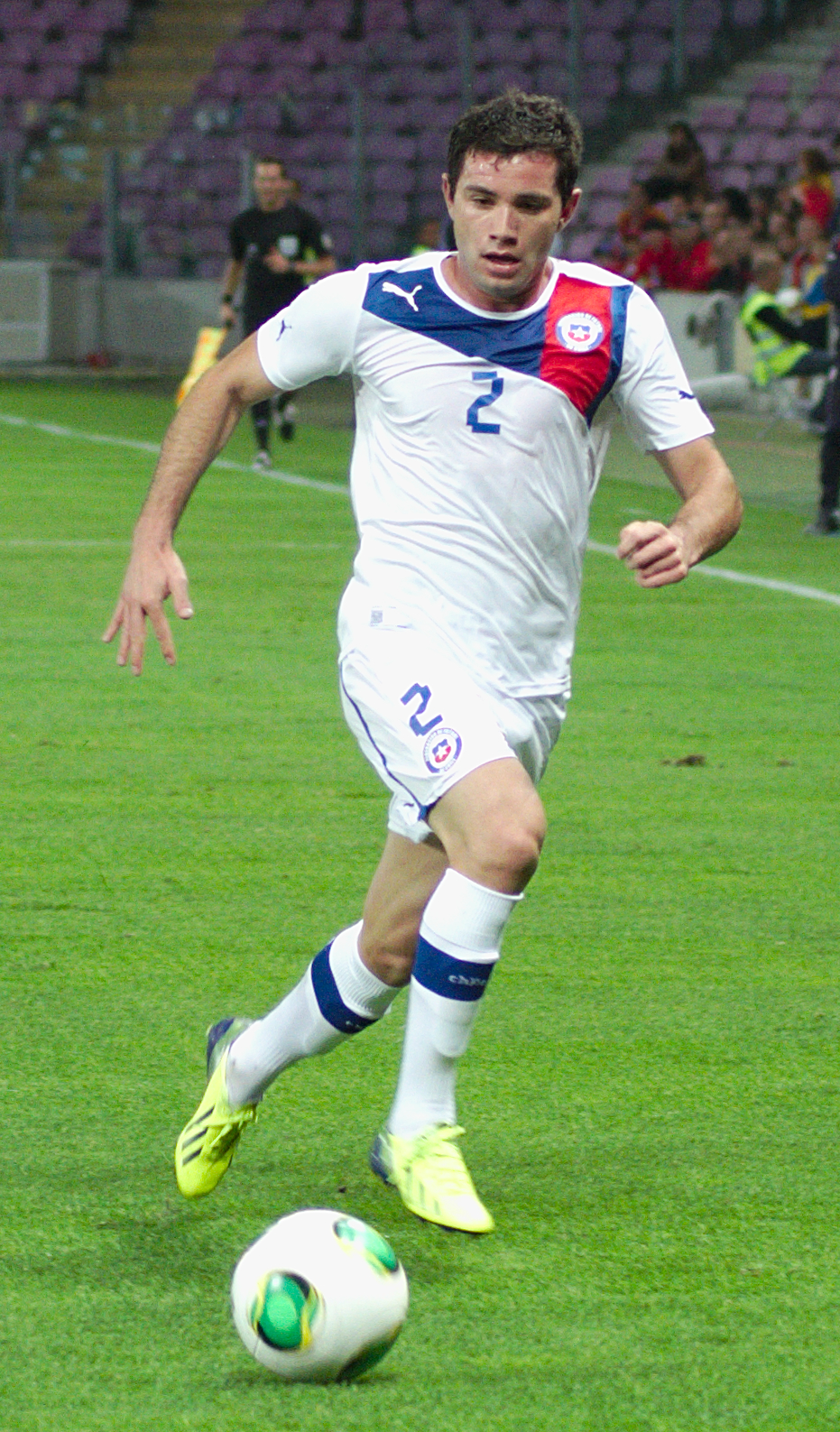
Мена в составе сборной Чили

Мена — воспитанник футбольной академии клуба «Сантьяго Уондерерс». В 2008 году он дебютировал за команду в чемпионате Чили. 11 октября 2009 года в поединке против «Сан-Маркос де Арика» Эухенио забил свой первый гол за «Уондерерс». Летом 2010 года он перешёл в «Универсидад де Чили». 28 августа в матче против своего бывшего клуба Мена дебютировал за новый клуб. 12 февраля 2011 года в поединке против «Кобрелоа» Эухенио забил свой первый гол. В составе «Универсидада» он трижды выиграл чемпионат, а также стал обладателем Кубка Чили и Южноамериканского кубка.
Летом 2013 года Мена перешёл в бразильский «Сантос» на правах аренды. 8 августа в матче против «Коринтианс» он дебютировал в бразильской Серии А.
В начале 2015 года Эухенио разорвал контракт с «Сантосом» из-за невыплаты заработной платы и на правах свободного агента, заключил соглашение с «Крузейро». 8 февраля в матче Лиге Минейро против «Калденсе» он дебютировал за новую команду. В начале 2016 года для получения игровой практики Мена на правах аренды перешёл в «Сан-Паулу». 30 января в поединке Лиги Паулисты против «Ред Булла» Мена дебютировал за новый клуб.
В начале 2017 года Эухенио был отдан в аренду в «Спорт Ресифи». 19 марта в матче Лиги Пернамбукано против «Белу-Жардин» он дебютировал за новую команду. 11 июля в поединке против «Коритибы» Мена забил свой первый гол за «Спорти Ресифи». В начале 2018 года Эухенио перешёл в «Баию». 31 января в матче Кубка Нордесте против «Алтуса» он дебютировал за новую команду. 14 июня в поединке против «Коринтианса» Мена забил свой первый гол за «Баию».
Летом 2018 года Мена перешёл в «Расинг» из Авельянеды. Сумма трансфера составила 820 тыс. евро. 14 августа в матче против «Атлетико Тукуман» он дебютировал в аргентинской Примере.

## Международная карьера
В 2009 году в составе молодёжной сборной Чили Мена выиграл Турнир в Тулоне, а в 2010 году занял четвёртое место.
7 сентября 2010 года в товарищеском матче против сборной Украины Эухенио дебютировал за сборную Чили. 21 марта 2012 года во встрече против сборной Перу Мена забил свой первый гол за национальную команду.
В 2014 году Мена попал в заявку на участие в чемпионате мира в Бразилии. На турнире он сыграл в матчах против команд Австралии, Нидерландов, Испании и Бразилии.
В 2015 году Эухенио стал победителем домашнего Кубка Америки. На турнире он сыграл в матче против сборной Перу, Эквадора, Мексики и Уругвая.
Летом 2016 года Мена во второй раз подряд стал победителем Кубка Америки в США. На турнире он сыграл в матче против сборной Аргентины.
В 2017 году Мена стал серебряным призёром Кубка конфедераций в России. На турнире он сыграл в матчах против команд Австралии.

### Голы за сборную Чили
| #   | Дата            | Место                        | Противник | Счёт | Результат | Соревнование      |
| --- | --------------- | ---------------------------- | --------- | ---- | --------- | ----------------- |
| 01. | 21 марта 2012   | Карлос Диттборн, Арика, Чили | Перу      | 3:1  | 3:1       | Товарищеский матч |
| 02. | 12 апреля 2012  | Хорхе Басадна, Такна, Перу   | Перу      | 1:0  | 3:0       | Товарищеский матч |
| 03. | 14 августа 2013 | Брондбю, Брондбю, Дания      | Ирак      | 1:0  | 6:0       | Товарищеский матч |

## Достижения
Командные
 "Универсидад де Чили
- Чемпионат Чили по футболу — Апертура 2011
- Чемпионат Чили по футболу — Клаусура 2011
- Чемпионат Чили по футболу — Апертура 2012
- Обладатель Кубка Чили — 2011
- Обладатель Южноамериканского кубка — 2011

Международные
 Чили
- Кубок Америки по футболу — 2015
- Кубок Америки по футболу — 2016
- Кубок конфедераций — 2017